# Mitchell Map

L'intera Mitchell Map.

La Mitchell Map o Mappa di Mitchell è la carta geografica creata da John Mitchell e, in seguito, modificata altre 7 volte, nel XVIII secolo. La Mitchell Map era ritenuta l'unica mappa affidabile durante il Trattato di Parigi del 1783 per definire i confini degli Stati Uniti d'America, già allora indipendenti. La mappa è tutt'oggi importante per confrontarla con le carte geografiche attuali e studiare i mutamenti territoriali avvenuti nel corso degli anni, e, quindi, le battaglie svolte negli Stati Uniti e tra questi e il Canada. La Mitchell Map era la mappa più comprensibile e consultata nell'America nord-orientale durante l'epoca coloniale. È lunga 6,5 piedi e larga 4,5.

## Storia

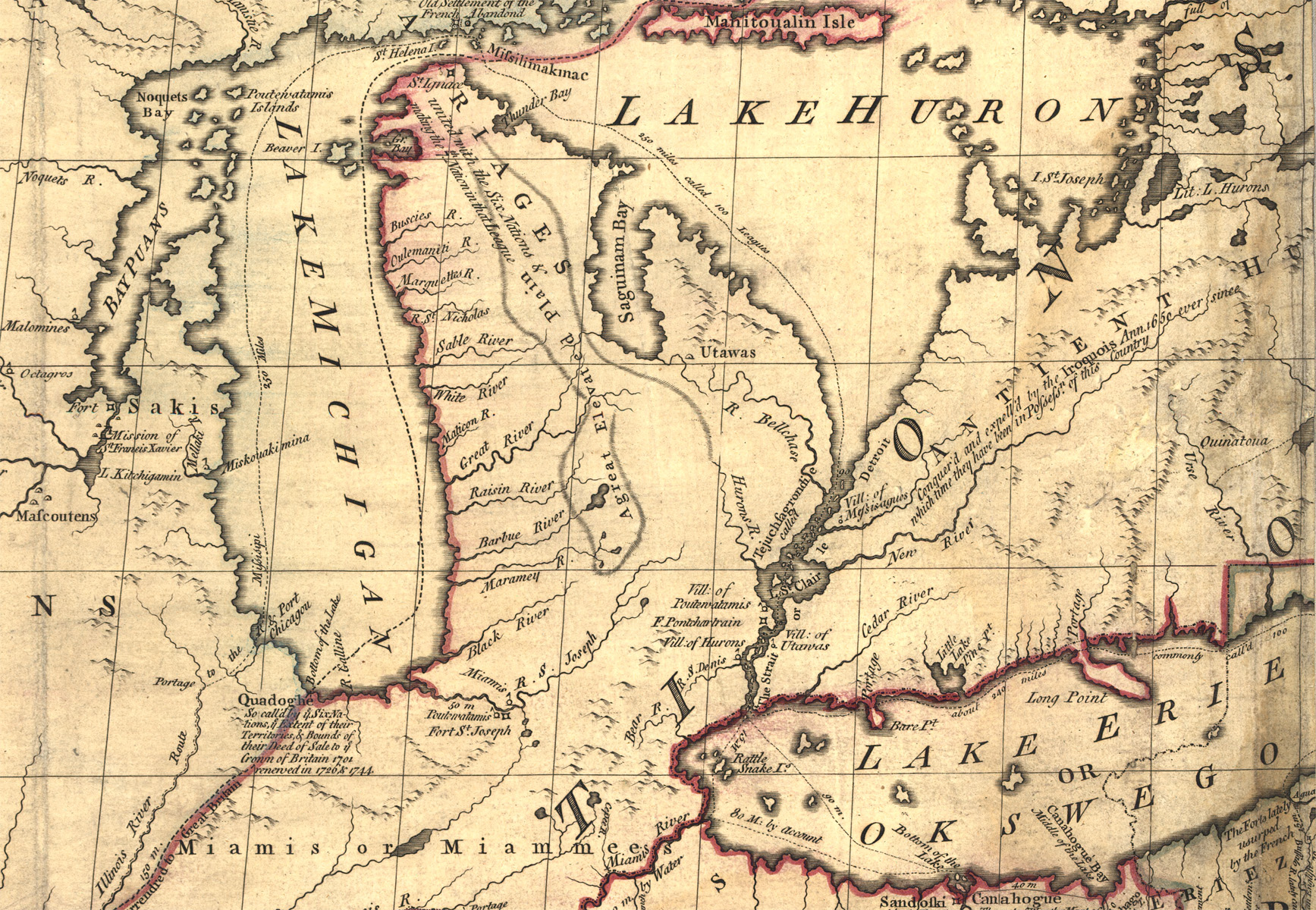
Estratto della Mitchell Map.

John Mitchell non era un cartografo professionista. Nacque nel 1711 in una ricca famiglia della Virginia e studiò medicina in Scozia. Come molti altri dottori educati in Scozia al tempo, si interessò di scienze naturali e botanica. Il suo interesse per la cartografia iniziò in un viaggio in Inghilterra nel 1746. Ai tempi c'erano grossi conflitti tra i coloni francesi e i coloni britannici, causando scontri violenti nella Guerra franco-indiana anche contro i britannici. Dopo la sua visita in Inghilterra nel 1746, Mitchell si interessò a pubblicizzare il trattato francese alle colonie britanniche. Decise di creare una mappa per mostrare il trattato, in particolare quella nella quale le colonie britanniche erano circondate da quelle francesi. Inoltre, voleva mettere in risalto i territori conquistati dai francesi e quelli conquistati dai britannici, com'era scritto nel Trattato di Utrecht, firmato nel 1713.
Una prima bozza della mappa fu fatta nel 1750. Era una bozza poco precisa, che incitò Mitchell a fare molta più attenzione ai particolari, in quanto il Sindacato lo incaricò di creare una mappa corretta per tutti. Mitchell ebbe perciò l'accesso libero agli archivi di vecchie mappe, ritenute errate, situati nel Sindacato. In più, il Sindacato chiese ai vari coloni di riferire a Mitchell i dettagli territoriali più risaltanti nel territorio nei quali risiedevano.
La mappa perfezionata di Mitchell fu pubblicata nel 1755 dall'editore londinese Andrew Millar. Un anno dopo la Guerra dei sette anni (conosciuta anche come Guerra franco-indiana nelle colonie) sorprese i coloni inglesi e francesi.
La prima edizione della Mitchell Map, disponibile dal 13 febbraio 1755, fu intitolata A Map of the British and French Dominions in North America (letteralmente Una Mappa dei Coloni Britannici e Francesi nel Nordamerica). Una seconda edizione, pubblicata solo nel 1757, includeva grandi riquadri testuali contenenti le informazioni sui vari luoghi segnati sulla mappa.

## Descrizione

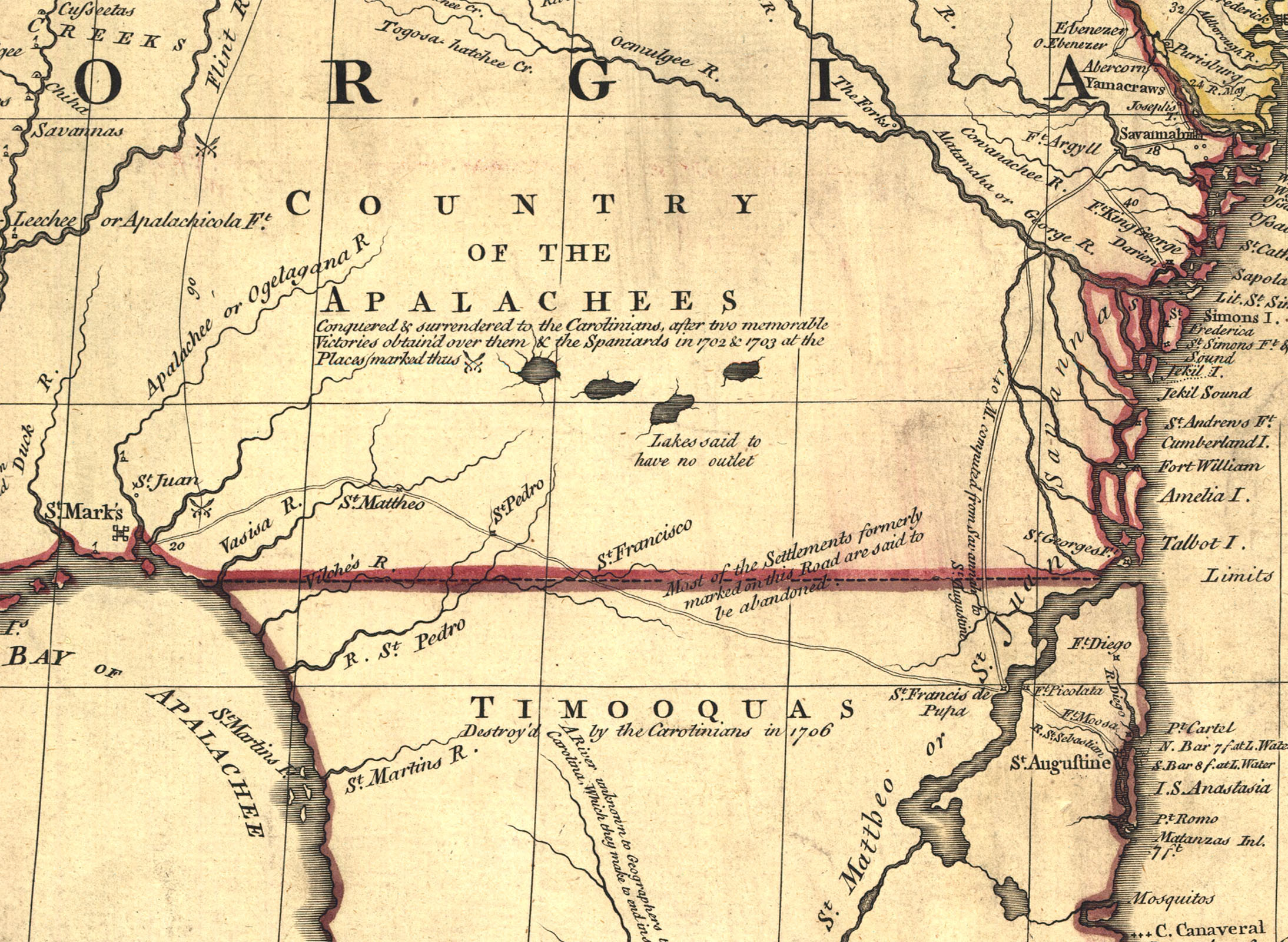
Altro estratto della Mitchell Map.

Sebbene la Mitchell Map sia stata perfezionata e cambiata varie volte durante il XVIII secolo, la maggior parte delle modifiche riguardava il testo contenuto nei riquadri. La cartina geografica è rimasta la stessa in molte edizioni, a parte che per i colori, che variano a seconda della mappa. In nessun'altra edizione la mappa viene denominata Mitchell Map.
Molti altri cartografi del XVIII secolo che volevano disegnare una cartina dell'America settentrionale hanno preso come modello la Mitchell Map, a volte copiandone intere parti. Nelle mappe del tempo, perciò, furono trovati errori causati dalla copiatura errata o dall'errore dello stesso Mitchell.
La mappa è accompagnata da riquadri di testo nei quali si descrivono i luoghi principali, specialmente se in regioni sconosciute o in disputa. Nella maggior parte dei riquadri si descrivono le risorse naturali presenti in un dato territorio che possono favorire la costruzione di un nuovo insediamento coloniale. Altri descrivono le varie tribù indiane e la loro situazione. Molti degli insediamenti indiani sono segnalati.
Dato che il maggiore obiettivo di Mitchell era quello di mostrare ai francesi il trattato delle colonie britanniche, c'è una forte tendenza a favorire, in territori e testi, i britannici, specialmente per quanto riguarda con gli Iroquois. La mappa asserisce chiaramente che gli Iroquois non erano alleati dei britannici, ma loro sudditi, e che le loro terre erano ufficialmente territori inglesi. Grandi territori sono segnalati, nella mappa, appartenenti alla Gran Bretagna, in quanto, in precedenza, erano degli Iroquois. I francesi e gli Iroquois ritennero tale azione illegale.